# Arguisal
Arguisal ist ein spanischer Ort in der Provinz Huesca der Autonomen Gemeinschaft Aragonien. Arguisal, im Pyrenäenvorland liegend, gehört zur Gemeinde Sabiñánigo. Der Ort auf 884 Meter Höhe hatte 14 Einwohner im Jahr 2015.

## Geographie
Arguisal liegt etwa zehn Kilometer nördlich von Sabiñánigo an der N260 im Tal des Gállego.

## Geschichte
Der Ort wurde im Jahr 1093 erstmals urkundlich erwähnt. 

## Sehenswürdigkeiten
- Pfarrkirche San Martín aus dem 18. Jahrhundert

## Weblinks

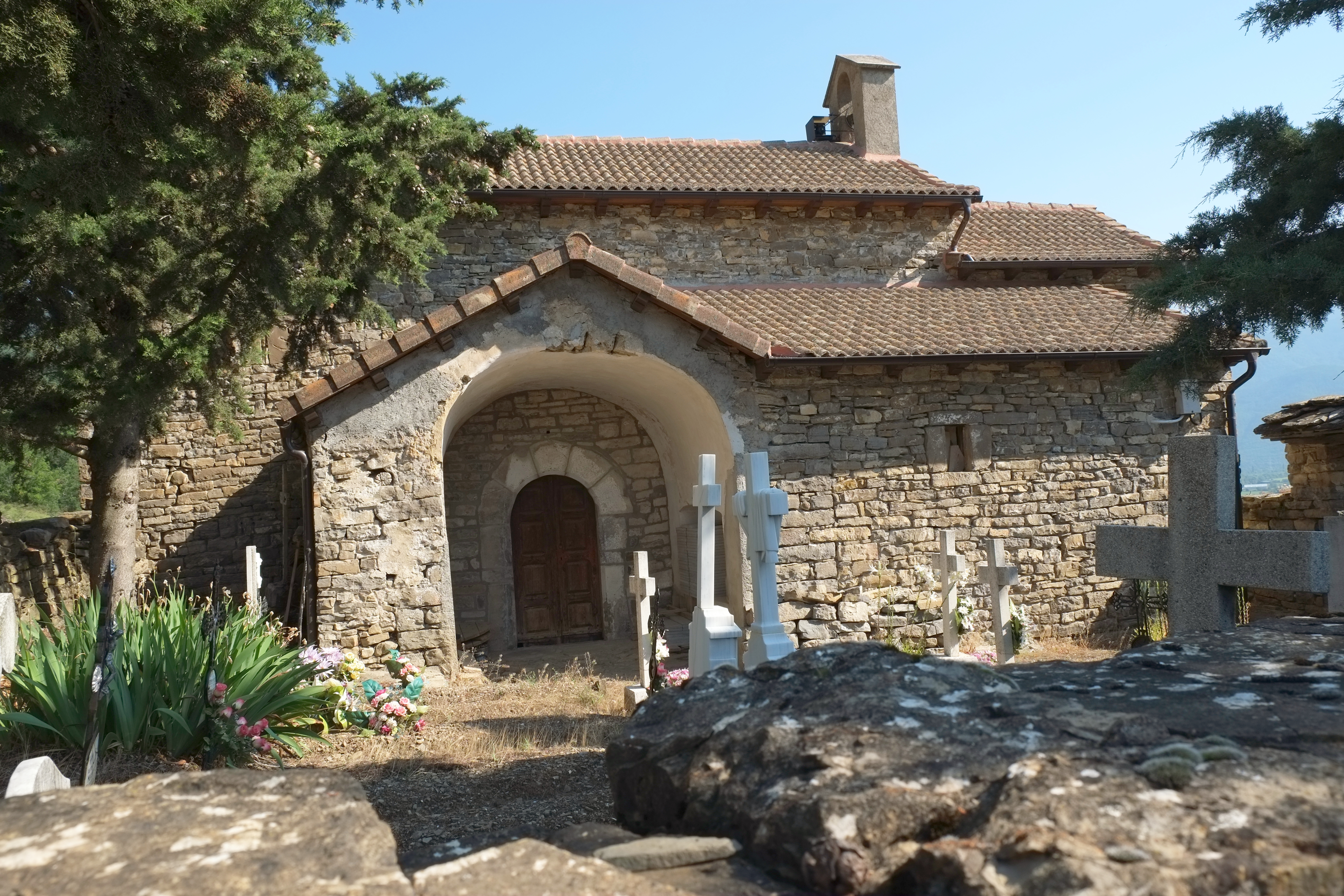
Kirche San Martín